# Bitwa pod Neerwinden (1793)
Bitwa pod Neerwinden – starcie zbrojne, które miało miejsce 18 marca 1793 roku podczas wojny Francji z pierwszą koalicją.
Bitwa zakończyła się zwycięstwem armii austriackiej dowodzonej przez księcia  Fryderyka Sasko-Koburskiego nad wojskami francuskimi Charlesa Dumourieza. Po bitwie Belgia ponownie przeszła pod panowanie austriackie.
Bitwa ostatecznie zakończyła operację Dumorieza, której celem było opanowanie Niderlandów i stała się jednocześnie wstępem do inwazji sprzymierzonych na Francję.

## Bitwa
Austriacy (45 000 żołnierzy) pod wodzą księcia Sasko-Koburskiego, maszerując z Maastricht w kierunku Brukseli, natknęli się 15 marca pod Tienen na czołowe oddziały koncentrującej się w pośpiechu armii francuskiej (39 000 żołnierzy). Armia austriacka zajęła pozycje między Neerwinden a Neerlanden.
18 marca, po krótkim wstępnym starciu książę Koburski cofnął trochę swe siły, po czym przegrupował armię wydłużając jej front od Racour do Dormael, przeciwdziałając w ten sposób oskrzydlającym manewrom prowadzonym przez Francuzów od strony Tienen.
Dumouriez zamierzał uderzyć na centrum i lewe skrzydło armii austriackiej, po czym zająć Neerwinden. Austriacy podejrzewali, że Francuzi natrą na ich prawo skrzydło i po jego wzmocnieniu sami ruszyli do ataku, który przyniósł im sukces. Francuzi natomiast na początku wyparli austriackie lewe skrzydło z Tienen, jednak wkrótce i tutaj zostali odparci. Pokonana armia francuska przystąpiła do odwrotu, natomiast Austriacy nie podjęli pościgu.
W toku walk toczonych w obrębie wsi entuzjazm żołnierzy francuskich rekompensował ich nie najlepsze wyszkolenie i brak dyscypliny, jednak walki toczyły się głównie na otwartym terenie, gdzie przewagę uzyskały regularne oddziały austriackie złożone przeważnie z weteranów. W tych warunkach Dumouriez nie był w stanie powtórzyć sukcesu spod Jemappes.
W bitwie Austriacy stracili 2 000 żołnierzy, a Francuzi 4 000 żołnierzy. Dzięki odniesionemu zwycięstwu Austriacy opanowali całą Belgię.

## Literatura
- 1911 Encyclopædia Britannica
- Mała Encyklopedia Wojskowa, Wydawnictwo Ministerstwa Obrony Narodowej, Warszawa 1967, Wydanie I, Tom 2